# Euphonia chalybea
Euphonia chalybea е вид птица от семейство Чинкови (Fringillidae). Видът е почти застрашен от изчезване.

## Разпространение
Видът е разпространен в Аржентина, Бразилия и Парагвай.